# Военно-морская академия США
Военно-морская академия США (англ. United States Naval Academy) — военная академия, готовящая офицеров для ВМС США и Корпуса морской пехоты США. Расположена в городе Аннаполис, поэтому сама академия часто также неофициально называется Аннаполис.
Талисман академии — козёл Билл.

## История
Академия была основана в 1845 году военно-морским министром Джорджем Банкрофтом. Школа открылась 10 октября с первыми 50 учениками и 7 преподавателями. Курс обучения включал в себя навигацию, артиллерию, паровые машины, химию, английский язык, французский язык и натурфилософию. Во время Американо-мексиканской войны академия выпустила 90 офицеров флота. В 1850 была введена форма учащихся, академии придан первый учебный корабль. В 1853 в академии была смонтирована система газового отопления и освещения, одна из первых в США.
Во время гражданской войны в США 400 выпускников академии служили во флоте Союза, 95 — во флоте Конфедерации, 23 было убито в бою или умерло от ран. Сама академия была эвакуирована в Ньюпорт (штат Род-Айленд), вернувшись в Аннаполис в 1865 году.
В последующий период академия постепенно расширялась, вводились новые предметы, строились здания. В 1882 году академия начала готовить офицеров не только для флота, но и для корпуса морской пехоты. После испано-американской войны значение академии выросло. 1899—1906 годах здания академии были перестроены и расширены. В 1911 году в академии был построен первый военно-морской аэродром США, в 1913 году переведённый в Пенсаколу. В 1933 году решением Конгресса академии было разрешено присваивать степень бакалавра.
В 1941 году, кроме обычного обучения, было проведено обучение офицеров запаса. Подготовлено 3319 офицеров.
В 1949 году впервые выпускником академии стал чернокожий американец Уэсли Энтони Браун. В 1975 году к обучению в академии были допущены женщины.

## Деятельность

### Приём и обучение
Приём в основном происходит по рекомендации конгрессменов США. Каждый конгрессмен и вице-президент имеет по пять мест в академии, на которые он может рекомендовать одного или нескольких кандидатов. Кроме того, есть 170 мест для рядовых флота и корпуса морской пехоты, проходящих активную службу, 100 мест для детей офицеров, 65 мест для детей военных, которые были убиты в бою или получили тяжелые ранения.
Кандидат на поступление должен быть в возрасте от 17 до 23 лет, не быть женатым или замужем, не иметь детей, не быть беременной и иметь хороший моральный характер.
Преподавательский состав академии примерно наполовину состоит из гражданских, а наполовину из военных. Почти все гражданские преподаватели имеют научную степень доктора философии. Большинство военных имеют магистерскую степень.
В настоящее время в академии нет жесткой единой программы обучения и учащиеся могут выбирать одну из 21 следующих специализаций:
| - Аэрокосмическая техника - Арабский язык - Химия - Китайский язык - Информатика - Экономика - Электроинженерия | - Английский язык и литература - Инженерное дело - Естественные науки - История - Информационные технологии - Математика - Машиностроение | - Судостроение - Океанотехника - Океанография - Физика - Политология - Количественная Экономика - Системотехника |

### Суперинтенданты
- 3 сентября 1845 — 15 марта 1847 − коммандер Франклин Бьюкенен
- 1 ноября 1853 — 15 сентября 1857 − коммандер Луис Голдсборо
- 9 сентября 1865 — 1 декабря 1869 − контр-адмирал/вице-адмирал Дэвид Диксон Портер
- 9 сентября 1886 — 13 июня 1890 − коммандер/капитан Уильям Томас Сампсон
- 1 мая 1931 — 18 июня 1934 − контр-адмирал Томас Чарльз Харт
- 1 февраля 1938 — 1 февраля 1941 − контр-адмирал Уилсон Браун
- 15 января 1947 — 28 апреля 1950 − контр-адмирал Джеймс Лемюэль Холлоуэй

### Известные выпускники
| - Риковер, Хайман Джордж - Армитидж, Ричард - Лехи, Уильям Дэниэл - Маккейн, Джон - Маккласки, Кларенс - Мэхэн, Альфред Тайер - Нимиц, Честер Уильям - Кинг, Эрнест Джозеф - Киммел, Хазбенд | - Робинсон, Дэвид - Спрюэнс, Рэймонд Эймс - Уилкокс, Джон - Хайнлайн, Роберт - Картер, Джеймс Эрл - Шевалье, Годфри - Хэлси, Уильям Фредерик - Флетчер, Фрэнк Джек |